# Autonom Region Tibet
Den Autonome Region Tibet (ART) (tibetansk:  བོད་རང་སྐྱོང་ལྗོངས་, Wylie: Bod-rang-skyong-ljongs, simplificeret kinesisk: 西藏自治区, traditionel kinesisk: 西藏自治區, pinyin: Xīzàng Zìzhìqū), er en autonom region i Kina.
I Kina omtales regionen som værende lig med det historiske Tibet, hvilket mange tibetanske eksilgrupper kraftigt opponerer imod. Den Tibetanske Eksilregering inkluderer under termen "Tibet" eller "det historiske Tibet" ikke blot regionen men også andre dele af andre regioner i Kina samt andre lande.  Dette inkluderer området Amdo (der er indlemmet i Qinghai- og Gansu-provinserne) og den østlige del af Kham (der er indlemmet i Sichuan- og Yunnan-provinserne). Den Autonome Region Tibet dækker kun cirka halvdelen af det område, der omtales som det historiske Tibet og inkluderer områderne Ü-Tsang og den vestlige halvdel af Kham. Grænserne for regionen falder sammen med grænserne for den kontrolzone, som var under Tibets regering før 1959.
Selvom den kinesiske lov burde sikre regionen en vis uafhængighed fra staten (blandt andet skal formanden for regionen være af tibetansk afstamning), så er den faktiske uafhængighed omdiskuteret. Den 14. Dalai Lama samt nogle eksilgrupper forsøger at give regionen samme grad af uafhængighed som andre tilsvarende regioner under Folkerepublikken Kinas regering.

## Administrative enheder
Xizang (Tibet) er inddelt i 7 enheder på præfekturniveau (Et bypræfektur og 6 præfekturer). To større dele af Tibets grænseområder er omstridte. Mod vest gør Indien krav på et større område, Aksai Chin, som en del af Kashmir, mens området er under kinesisk kontrol. I sydøst er store dele af den indiske stat Arunachal Pradesh regnet som okkuperet område af Kina, indlemmet i Indien af Storbritannien i en aftale Kina ikke anerkender.
| Kort                            | Kort     | Kort     | Kort         | Kort           | Kort                      | Kort                   | Kort | Kort |
| ------------------------------- | -------- | -------- | ------------ | -------------- | ------------------------- | ---------------------- | ---- | ---- |
| Kort over Autonome Region Tibet |          |          |              |                |                           |                        |      |      |
| #                               | Navn     | Hanzi    | Pinyin       | Tibetansk      | Wylie                     | Administrativt centrum |      |      |
| — Bypræfektur —                 |          |          |              |                |                           |                        |      |      |
| 3                               | Qamdo    | 昌都市   | Chāngdū Shì  | ཆབ་མདོ་གྲོང་ཁྱེར།   | Chab-mdo Grong-khyer      | Karub                  |      |      |
| 4                               | Xigazê   | 日喀则市 | Rìkāzé Shì   | གཞིས་ཀ་རྩེ་གྲོང་ཁྱེར། | Gzhis-ka-rtse Grong-khyer | Samzhubzê              |      |      |
| 5                               | Lhasa    | 拉萨市   | Lāsà Shì     | ལྷ་ས་གྲོང་ཁྱེར།     | Lha-sa Grong-khyer        | Chengguan              |      |      |
| 7                               | Nyingchi | 林芝市   | Línzhī Shì   | ཉིང་ཁྲི་གྲོང་ཁྱེར།    | Nying-khri Grong-khyer    | Bayi                   |      |      |
| — Præfektur —                   |          |          |              |                |                           |                        |      |      |
| 1                               | Ngari    | 阿里地区 | Ālǐ Dìqū     | མངའ་རིས་ས་ཁུལ།   | Mnga'-ris Sa-khul         | Gar                    |      |      |
| 2                               | Nagqu    | 那曲地区 | Nàqū Dìqū    | ནག་ཆུ་ས་ཁུལ།     | Nag-chu Sa-khul           | Nagqu                  |      |      |
| 6                               | Shannan  | 山南地区 | Shānnán Dìqū | ལྷོ་ཁ་ས་ཁུལ།      | Lho-kha Sa-khul           | Nêdong                 |      |      |

Disse 7 enheder er igen inddelt i 74 enheder på amtsniveau (Et distrikt, et byamt og 71 amter).
Disse er igen inddelt i 692 enheder på kommuneniveau (140 bykommuner (towns), 535 kommuner (townships), 8 etniske kommuner (ethnic townships) og 9 subdistrikter).

## Myndigheder
Den regionale leder i Kinas kommunistiske parti er Wu Yingjie. Guvernør er Che Dalha, pr. 2021.
- Wikimedia Commons har flere filer relateret til Tibet

31°42′20″N 86°56′25″Ø / 31.70556°N 86.94028°Ø